# Victoria Stirnemann
Victoria Stirnemann (* 24. Mai 2002) ist eine deutsche Eisschnellläuferin und Boxsportlerin.

## Eisschnelllauf
Die Tochter der ehemaligen Weltklasse-Eisschnellläuferin Gunda Niemann-Stirnemann und des Schweizer Managers Oliver Stirnemann wuchs in Erfurt (Thüringen) auf. Sie wird von ihrer Mutter trainiert.
Stirnemann nahm an den Olympischen Jugend-Winterspielen 2020 in Lausanne teil. Über die 1500 Meter wurde sie dort Vierte.
Victoria Stirnemann wurde am 29. Oktober 2021 über die 3000 Meter mit einer Zeit von 4:16,92 Minuten Dritte bei den Deutschen Meisterschaften in Inzell hinter Claudia Pechstein (4:11,82) und Michelle Uhrig (4:16,27).
Im November 2021 gab sie in Tomaszów Mazowiecki ihr Debüt im Weltcup, welches sie in der B-Gruppe auf dem 30. Platz über 3000 Meter beendete. In der folgenden Woche errang sie in Stavanger mit einer Zeit von 7:37,357 Minuten über die 5000 Meter in der B-Gruppe den 22. Rang und holte damit ihre ersten Weltcuppunkte.
Bei den Eisschnelllauf-Europameisterschaften 2024 wurde sie 11. über die 1500 m. Mit 2:00,290 Minuten stellte sie eine persönliche Bestleistung auf.

## Boxen
Seit jeher hat sie Boxen als Teil ihrer sportlichen Vorbereitung praktiziert. Am 30. März 2024 bestritt Stirnemann ihren ersten professionellen Boxkampf in der Superweltergewichtsklasse. Bei der Boxnacht 2024 in Erfurt besiegte sie Sabine Hempel durch technischen K. o. in der zweiten Runde.
| 1 Sieg (1 K.-o.-Sieg), 0 Niederlagen, 0 Unentschieden      |          |                                      |                      |                     |
| Jahr                                                       | Tag      | Ort                                  | Gegnerin / Kampfziel | Ergebnis für Hammer |
| 2024                                                       | 30. März | Riethsporthalle, Erfurt, Deutschland | Sabine Hempel        | Sieg TKO 2. Runde   |
| Quelle: BoxRec Victoria Stirnemann in der BoxRec-Datenbank |          |                                      |                      |                     |